# 長谷川町子全集
『長谷川町子全集』（はせがわまちこぜんしゅう）は日本の漫画家、長谷川町子の著作を収録した個人全集である。1997年（平成9年）4月から1998年（平成10年）8月にかけて朝日新聞社から全33巻と別巻1巻が刊行された。

## 概要
長谷川町子の生前、その著作は姉の長谷川毬子が代表を務める姉妹社から刊行されていたが1992年（平成6年）に町子が死去し、また毬子が高齢のため姉妹社を自主廃業したことにより代表作『サザエさん』を始めとする単行本の大部分は絶版となった。『サザエさん』が連載されていた朝日新聞の発行元である朝日新聞社は同作を全45巻に再編集して1994年（平成6年）より朝日文庫から刊行していたが、姉妹社が発行していたその他の作品を含めた個人全集の刊行が1997年（平成9年）4月配本の『サザエさん』1・2から毎月2巻のペースで開始され、1998年（平成10年）8月配本『カラー版 よりぬきサザエさん』と別巻『思い出記念館』の刊行により完結した。
収録作品の大半は姉妹社から刊行されていた単行本を底本としており、新聞・雑誌に掲載されながらも姉妹社版の単行本には未収録となった作品の採録などはほとんど行われていない。また、大政翼賛会による広告宣伝の一環として新日本漫画家協会が創作したキャラクターの「翼賛一家」を起用したシェアード・ワールド作品で『アサヒグラフ』1941年2月5日号から5月14日号まで連載された『翼賛一家大和さん』（単行本の表題は『翼賛漫画 進メ大和一家』）は掲載誌と同じ発行元ながら収録されていないが、別巻『思い出記念館』掲載のエッセイでは「アサヒグラフで『大和さん』を連載していた」との記述がみられる。それとは別に、朝日文庫版と同様に姉妹社版の単行本に収録されていた作品でも現代の人権感覚では不適切とされる表現を含む作品の収録が見送られている場合がある。
2008年（平成20年）に朝日新聞社の出版事業を分社により継承した朝日新聞出版では、本全集の完結後も『サザエさんえほん』など姉妹社から刊行されていた出版物の復刻を行っている。

## 各巻
| 全集巻数 | 収録タイトル/作品巻数                   | 発行日         | ISBN               |
| -------- | --------------------------------------- | -------------- | ------------------ |
| 第1巻    | サザエさん 1                            | 1997年4月22日  | ISBN 4-02-257071-7 |
| 第2巻    | サザエさん 2                            | 1997年4月22日  | ISBN 4-02-257072-5 |
| 第3巻    | サザエさん 3                            | 1997年5月22日  | ISBN 4-02-257073-3 |
| 第4巻    | サザエさん 4                            | 1997年5月22日  | ISBN 4-02-257074-1 |
| 第5巻    | サザエさん 5                            | 1997年6月22日  | ISBN 4-02-257075-X |
| 第6巻    | サザエさん 6                            | 1997年6月22日  | ISBN 4-02-257076-8 |
| 第7巻    | サザエさん 7                            | 1997年7月23日  | ISBN 4-02-257076-8 |
| 第8巻    | サザエさん 8                            | 1997年7月23日  | ISBN 4-02-257078-4 |
| 第9巻    | サザエさん 9                            | 1997年8月22日  | ISBN 4-02-257079-2 |
| 第10巻   | サザエさん 10                           | 1997年8月22日  | ISBN 4-02-257080-6 |
| 第11巻   | サザエさん 11                           | 1997年9月24日  | ISBN 4-02-257081-4 |
| 第12巻   | サザエさん 12                           | 1997年9月24日  | ISBN 4-02-257082-2 |
| 第13巻   | サザエさん 13                           | 1997年10月22日 | ISBN 4-02-257083-0 |
| 第14巻   | サザエさん 14                           | 1997年10月22日 | ISBN 4-02-257084-9 |
| 第15巻   | サザエさん 15                           | 1997年11月22日 | ISBN 4-02-257085-7 |
| 第16巻   | サザエさん 16                           | 1997年11月22日 | ISBN 4-02-257086-5 |
| 第17巻   | サザエさん 17                           | 1997年12月16日 | ISBN 4-02-257087-3 |
| 第18巻   | サザエさん 18                           | 1997年12月16日 | ISBN 4-02-257088-1 |
| 第19巻   | サザエさん 19                           | 1998年1月22日  | ISBN 4-02-257089-X |
| 第20巻   | サザエさん 20                           | 1998年1月22日  | ISBN 4-02-257090-3 |
| 第21巻   | サザエさん 21                           | 1998年2月24日  | ISBN 4-02-257091-1 |
| 第22巻   | サザエさん 22                           | 1998年2月24日  | ISBN 4-02-257092-X |
| 第23巻   | サザエさん 23                           | 1998年3月24日  | ISBN 4-02-257093-8 |
| 第24巻   | いじわるばあさん 1                      | 1998年3月24日  | ISBN 4-02-257094-6 |
| 第25巻   | いじわるばあさん 2                      | 1998年4月22日  | ISBN 4-02-257095-4 |
| 第26巻   | エプロンおばさん 1                      | 1998年4月22日  | ISBN 4-02-257096-2 |
| 第27巻   | エプロンおばさん 2                      | 1998年5月22日  | ISBN 4-02-257097-0 |
| 第28巻   | エプロンおばさん 3                      | 1998年5月22日  | ISBN 4-02-257098-9 |
| 第29巻   | エプロンおばさん 4 似たもの一家         | 1998年6月22日  | ISBN 4-02-257099-7 |
| 第30巻   | 別冊サザエさん                          | 1998年6月22日  | ISBN 4-02-257100-4 |
| 第31巻   | 仲よし手帖 新やじきた道中記             | 1998年7月23日  | ISBN 4-02-257101-2 |
| 第32巻   | サザエさんうちあけ話 サザエさん旅あるき | 1998年7月23日  | ISBN 4-02-257102-0 |
| 第33巻   | カラー版 よりぬきサザエさん             | 1998年8月20日  | ISBN 4-02-257103-9 |
| 別巻     | 長谷川町子 思い出記念館                 | 1998年8月20日  | ISBN 4-02-257104-7 |